# 長崎県立長崎鶴洋高等学校
長崎県立長崎鶴洋高等学校（ながさきけんりつ ながさきかくようこうとうがっこう, Nagasaki Prefectural Nagasaki Kakuyo High School）は、長崎県長崎市末石町にある県立高等学校。

## 概要
歴史
1908年（明治41年）に開設された「長崎県水産講習所」を起源とする。1935年（昭和10年）に「長崎県水産学校」（実業学校）、戦後の学制改革により1948年（昭和23年）に「長崎県立長崎水産高等学校」（実業高等学校）となる。長く水産に関する学科のみを有する実業高等学校であったが、2006年（平成18年）の県立高等学校改革の一環で、総合学科を新設し、校名を現在の「長崎県立長崎鶴洋高等学校」に改めた。現在でも水産に関する学科を有する高等学校は、長崎県内では1校のみである。2018年（平成30年）に創立110周年を迎えた。
課程・学科
全日制課程 2学科
- 水産科 - 4類型（海洋経営類型、食品・調理類型、機関・機械類型、電気・通信類型）
- 総合学科 - 3系列（普通総合系列、ビジネス系列、機械系列）- 資格取得を奨励している。

※2020年（令和2年）4月入学生より、水産科が2類型5分野（海技士類型（航海・機関）、管理類型（情報通信・コンサルティング・進学））、総合学科が3系列（進学系列、機械系列、情報ビジネス系列）となる予定。
校訓
「誠実・明朗・勤勉」
キャッチコピー
「未来を拓く!」
校章
「水」を図案化した星形の外枠の中に、長い伝統を守り、更に大きく羽ばたいてほしいという気持ちをこめて純白の「鶴」を、そして中央には高校を表すゴールドの「高」の文字を置いている。
スクールカラー
ネイビーブルー
校歌
作詞は平田德男、作曲は岡山直、編曲は瀬戸口仁志による。歌詞は3番まであり、歌詞には「龍馬」や学校名の由来にもなった鶴の港（長崎港の異名）が登場する。古くから長崎港はその形が鶴に似ていることから「鶴の港」と呼ばれており、長崎のイメージとして考えられることが多く、校名や校章に用いる学校がある。

## 沿革
- 1908年（明治41年）9月 - 北松浦郡平戸町（現・平戸市）に「長崎県水産講習所」を設立する｡
- 1911年（明治44年）7月 - 長崎県水産講習所を長崎市に移転｡
- 1935年（昭和10年）
  - 3月 - 長崎県水産講習所を廃止｡
  - 4月 - 長崎市丸尾町に「長崎県立水産学校」（実業学校）を設立（生徒定員150名）。
- 1937年（昭和12年）4月 - 長崎市土井首町に移転｡[5]。
- 1943年（昭和18年）3月 - これまでの設置課程である漁撈（ぎょろう）科・製造科の2科の他に経営科を設置｡
- 1948年（昭和23年）
  - 4月 - 学制改革に伴い、「長崎県立長崎水産高等学校」を設立｡
    - 設置課程 - 漁業科､水産製造科､水産経営科の3科
    - 定員各120名、合計360名。
    - 定時制中心校（漁業・水産製造課程）も本校内に設置。
    - 五島高等学校、平戸高等学校（現・猶興館高等学校）[6]、対馬高等学校内にそれぞれ分校（水産課程）を設置｡

  - 12月 - 定時制対馬分校を上県郡豊崎町立比田勝中学校内に豊崎分校と改称し、移転｡
- 1949年（昭和24年）
  - 4月 - 定時制野母分校（水産課程）を西彼杵郡野母村立野母中学校[7]内に設置｡
  - 5月 - 定時制奈留島分校（水産課程）を奈留島村立第一小中学校内に設置｡
- 1950年（昭和25年）6月 - 定時制鷹島分校（水産課程）を北松浦郡鷹島村立鷹島中学校（現松浦市立鷹島中学校）内に設置｡
- 1951年（昭和26年）6月 - 定時制奈留島分校を廃止｡
- 1952年（昭和27年）3月 - 定時制豊崎分校を長崎県立対馬高等学校に移管｡ [8]
- 1953年（昭和28年）5月 - 実習船長水丸（鋼製、総屯数179.8t）が完成｡
- 1954年（昭和29年）3月 - 定時制中心校を廃止｡
- 1955年（昭和30年）3月 - 定時制野母分校を廃止｡ 定時制鷹島分校を猶興館高等学校に移管｡
- 1956年（昭和31年）3月 - 漁業専攻科を設置（定員20名）。
- 1957年（昭和32年）4月 - 水産増殖科を設置（1学年定員20名）。
- 1958年（昭和33年）10月 - 創立50周年記念式典を挙行｡
- 1960年（昭和35年）4月 - 漁船機関科を設置（1学年定員40名）。
- 1965年（昭和40年）4月 - 無線通信科を設置する（1学年定員40名）。
- 1966年（昭和41年）4月 - 漁船機関科を機関科に改称｡
- 1967年（昭和42年）
  - 3月 - 第2代長水丸（鋼製、総屯数364.67t）が完成｡ 端艇2隻を建造｡
  - 4月 - 水産増殖科の定員を40名とする｡
- 1968年（昭和43年）4月 - 機関専攻科を設置｡定員20名｡
- 1970年（昭和45年）4月 - 水産経営科を漁業経営科に改称｡長崎市磯道町5番地より長崎市末石町157番地1に移転｡
- 1973年（昭和48年）12月 - 乙種二等航海士第一種養成施設、内燃機関乙種二等機関士第一種養成施設として認定される｡
- 1974年（昭和49年）1月 - 甲種二等航海士第一種養成施設、内燃機関甲種二等機関士第一種養成施設として認定される｡
- 1976年（昭和51年）9月 - 小型実習船すいらん（総屯数19.24t）が完成。
- 1978年（昭和53年）11月 - 創立70周年記念式典を挙行する｡
- 1979年（昭和54年）3月 - 第3代長水丸(総屯数476.75t)が完成｡
- 1980年（昭和55年）3月 - 西彼杵郡三和町（現・長崎市）に臨海実習場が完成｡推薦入学制度を導入｡
- 1981年（昭和56年）
  - 1月 - 乙種一等航海士第一種養成施設として認定される｡
  - 3月 - 三級海技士（航海）第一種養成施設、三級海技士（機関）第一種養成施設、四級海技士（航海）第一種養成施設、四級海技士（機関）第一種養成施設として認定される｡
- 1988年（昭和63年）
  - 5月 - 全国水産高校SUIKO-VAN[9][10][11]に加入する｡
  - 12月 - 第三級無線通信士（現 第三級総合無線通信士）の予備試験・英語・電気通信術の免除を認定される｡
- 1989年（平成元年）11月 - 創立80周年記念式典を挙行｡（昭和63年を延期）
- 1991年（平成3年）4月 - 無線通信科を情報通信科へ学科改編する｡
- 1993年（平成5年）
  - 3月 - 第4代長水丸（総屯数492t）が完成。
  - 8月 - 工事担任者アナログ第三種（現 AI第3種およびDD第3種）の電気通信技術の基礎の免除を認定される｡
- 1996年（平成8年）4月 - 学科改編を行い､漁業科・水産製造科・漁業経営科の募集を停止。海洋科と食品流通科を設置。1学年定員を各40名とする｡
- 1998年（平成10年）11月 - 創立90周年記念事業挙行｡
- 2006年（平成18年）4月1日 - 水産科と総合学科の2学科を設置し、校名を「長崎県立長崎鶴洋高等学校」（現校名）に改称。
  - 海洋科・食品流通科・水産増殖科・機関科・情報通信科の募集を停止。
  - 水産科を4類型（海洋経営類型、食品・調理類型、機関・機械類型、電気・通信類型）、総合学科を3系列（文理総合系列、ビジネス系列、情報系列）とする。
  - 1学年水産科3クラス定員120名、総合学科3クラス定員120名とする。
  - 単位制となる。
- 2007年（平成19年） - 韓国全羅南道莞島郡にある莞島水産高校と姉妹校を締結。
- 2008年（平成20年） - 創立100周年記念事業を挙行｡
- 2009年（平成21年）3月 - 長崎・福岡・山口3県水産高校[12]共同運航実習船「海友丸」進水式[13]が完成。
- 2010年（平成22年）6月 - 海友丸出航式を挙行。
- 2013年（平成25年）4月1日 - 学科改編により、総合学科の定員を80名とする。水産科4類型を3類型（海洋技術類型、電気通信類型、海洋開発類型）、総合学科を3系列（普通総合系列、ビジネス系列、機械系列）とする。
- 2016年（平成28年）3月 - 臨海実習場水槽棟が完成。
- 2019年（平成31年）4月 - 制服を改定。
- 2020年（令和2年）4月1日 - 学科改編により、水産科3類型を2類型5分野（海技士類型（航海・機関）、管理類型（情報通信・コンサルティング・進学））、総合学科を3系列（進学系列、機械系列、情報ビジネス系列）とする。

## 学校行事
- 5月 – 体験航海
- 7月 – マグロ延縄実習、インターンシップ
- 9月
  - 体育祭 - 赤組・青組・緑組の3色対抗。水産高校ならではの手旗などがある。
  - 文化祭

## 姉妹校
- 莞島（ワンド）水産高校　
  - 1996年（平成8年）より交流を開始し、2007年（平成19年）に姉妹校となる。
  - ほぼ1年に1回、互いの学校を訪問し合っている。

## 施設
- 臨海実習場 （長崎県長崎市為石町）

## 実習船
最新
- 海友丸（かいゆうまる）[14]
  - マグロ延縄実習、沿岸トロール実習、体験航海などを行う。
  - 諸元
    - 総屯数698t
    - 全長 67.74m
    - 全幅10.00m
    - 速力 13ノット (航海速力)
    - 最大搭載人員90人
    - 船舶番号 141103
    - 信号符号 7JGB
    - 竣工　2010年（平成22年）3月30日 長崎造船

過去の実習船
- 長水丸（ちょうすいまる）
  - マグロ延縄実習、沿岸トロール実習、体験航海などを行う。
  - 諸元 
    - 総トン数492t
    - 全長 52.40m
    - 全幅　9.50m
    - 速力 13.5ノット (航海速力)
    - 最大搭載人員70人
    - 船舶番号 133499
    - 信号符号 JNTU
    - 竣工　1993年（平成5年）3月10日 長崎造船

  - 引退後は海洋エンジニアリングの海洋調査船「第五開洋丸」となる

## 部活動
運動部
- 剣道部
- 柔道部
- 空手部
- 相撲部
- 陸上部

- 水泳部
- バスケットボール部（男・女）
- バレーボール部（男・女）
- サッカー部
- ラグビー部

- 野球部
- 卓球部
- テニス部
- バドミントン部
- 弓道部

- カヌー部
- ヨット部
- 端艇部
- ボウリング同好会
- ペーロン愛好会

文化部
- 美術部
- 書道部
- 吹奏楽部
- 生物部
- 園芸部

- 情報処理部
- マスメディア部
- アマチュア無線部
- ボランティア部
- 外国語部

## 寄宿寮
- 「拓洋寮」

2011年（平成23年）長崎県は東日本大震災で学校の施設が壊滅的な被害を受けた中学校・高等学校に対して、学校単位で本県施設等を提供し、就学支援を行うことを決定。受け入れることになった場合、生徒・教職員の居住場所として、財団法人長崎県体育協会スポーツ合宿所とともに提供されることとなっている。

## 著名な卒業生
- 山田梅芳（魚類学者）
- 吉田伸介（ラグビー選手、豊田自動織機シャトルズ所属）
- 原口優馬 (プロボウラー　JPBAライセンスNo.1434)

## アクセス
- 長崎市中心部（長崎駅方面）から
  - 長崎バス  「鶴洋高前」バス停
    - ココウォーク茂里町から30番鶴洋高校経由の「深堀」「香焼恵里」「伊王島ターミナル」行きのバスに乗車。所要時間は約40分。
- 朝の登校時間帯に長崎バスによるスクールバスが運行されている｡
- 国道499号を南へ、江川交差点で右折。長崎県道29号香焼江川線沿い。

## 周辺
- 長崎市南部市民センター
- えがわ運動公園多目的広場
- 長崎末石郵便局
- 十八親和銀行深堀支店
- 十八親和銀行深堀中央支店
- 長崎銀行江川支店

- 長崎記念病院
- 三菱長崎機工
- 江川マリンボウル
- エレナ深堀店
- ホームワイド深堀店
- ガスト長崎深堀店

## 県外志願者受け入れ
- 身元保証人をつけることを条件に定員の5％以内で県外志願者の受け入れを実施している。
- 身元保証人は県内在住が原則だが、水産に関する学科を有しない府県の志願者については県外在住の保証人でも良いことになっている。